# Коржевка (Киевская область)
Коржевка (укр. Коржівка) — село, входит в Белоцерковский район Киевской области Украины.
Население по переписи 2001 года составляло 125 человек. Телефонный код — .

## Местный совет
09183, Киевская обл., Белоцерковский р-н, с. Озёрная, ул. Ленина, 39